# Клинично изследване
Клинично изследване e клон на медицинската наука, който определя безопасността и ефективността на медикаментите, медицинските инструменти, диагностичните продукти и терапевтичния режим, които са предназначени за употреба от пациенти. Това може да включва превенция, лечение, терапия и диагностика на проявените симптоми на заболяването. Клиничното изследване е различно от клиничната практика. В клиничната практика се използват вече възприети като употреба терапевтични средства, докато в клиничното изследване се събират доказателства за създаването на определен тип лечение.
|  | Тази страница частично или изцяло представлява превод на страницата Clinical research в Уикипедия на английски. Оригиналният текст, както и този превод, са защитени от Лиценза „Криейтив Комънс – Признание – Споделяне на споделеното“, а за съдържание, създадено преди юни 2009 година – от Лиценза за свободна документация на ГНУ. Прегледайте историята на редакциите на оригиналната страница, както и на преводната страница, за да видите списъка на съавторите. ВАЖНО: Този шаблон се отнася единствено до авторските права върху съдържанието на статията. Добавянето му не отменя изискването да се посочват конкретни източници на твърденията, които да бъдат благонадеждни. |